# 52nd Street
52nd Street es el nombre del sexto álbum de estudio grabado por el cantautor estadounidense Billy Joel, Fue lanzado al mercado por Columbia Records el 13 de octubre de 1978. Fue también el primero de muchos álbumes de Billy Joel en alcanzar lo más alto de las listas Billboard, acompañado de su primer Grammy. La canción "My Life" fue beneficiada de la exposición que obtuvo cuando los productores de "Bosom Buddies" utilizaron la canción (interpretada por otro cantante) como su tema. 52nd Street también llegó a ser, en 1982, el primer álbum en ser lanzado en disco compacto de Sony. 
Con más de siete millones de copias vendidas, es uno de los 20 álbumes más vendidos de los años 1970.
Tres canciones alcanzaron el top 100 en los Estados Unidos, ayudando a aumentar el éxito del álbum. "My Life" alcanzó el #3, "Big Shot" alcanzó el #19, y "Honesty" alcanzó el #24.
La línea de este disco sigue la que le había dado a conocer en The Stranger, con canciones y baladas de medio tiempo, aunque explora una vena más jazzística de Joel con el apoyo del trompetista Freddie Hubbard.

## Lista de canciones
Todas las canciones por Billy Joel.
1. «Big Shot» – 4:07
2. «Honesty» – 3:52
3. «My Life» – 4:48
4. «Zanzibar» – 5:17
5. «Stiletto» – 4:45
6. «Rosalinda's Eyes» – 4:44
7. «Half a Mile Away» – 4:11
8. «Until the Night» – 6:38
9. «52nd Street» – 2:35

(C) MCMLXXVIII. Columbia Records.